# شچتنو
شچتنو (به لهستانی:  Szczytno) یک منطقهٔ مسکونی در لهستان است که در شهرستان شچتنو واقع شده‌است. شچتنو ۹٫۹۶ کیلومتر مربع مساحت و ۲۷٬۰۱۳ نفر جمعیت دارد.

## خواهرخوانده
شهر هرتن خواهرخواندهٔ شچتنو هست.